# Grzegorz Piesio
Grzegorz Piesio (ur. 17 lipca 1988 w Garwolinie) – polski piłkarz występujący na pozycji pomocnika w polskim klubie GKS Wilga Garwolin.
Wychowanek Wilgi Garwolin i Amiki Wronki, w swojej karierze grał także w takich zespołach jak Lech Poznań, OKS 1945 Olsztyn, Znicz Pruszków, Dolcan Ząbki, Górnik Łęczna, Arka Gdynia, GKS Katowice i Kotwica Kołobrzeg.

## Sukcesy
- W sezonie 2017/2018 z Arką Gdynia zdobył Superpuchar Polski.